# Amphiglossa celans
Amphiglossa celans là một loài thực vật có hoa trong họ Cúc. Loài này được Koek. mô tả khoa học đầu tiên năm 1999.